# Сухменка
Сухменка — река в России, протекает в городском округе Серпухов Московской области. Левый приток Оки.
Берёт начало у рабочего посёлка Оболенск. Течёт на юг. Река сильно заселена, на ней расположены деревни Шатово, Новики и Калиновские Выселки.
Устье реки находится около города Серпухова. В районе устья вода реки Сухменки течёт по нескольким оросительным каналам. Хотя географически Сухменка впадает в Оку, оросительные каналы соединяются также и с рекой Нарой. Поэтому Сухменка иногда считается притоком Нары.
Длина реки составляет 14 км, по другим данным — 11 км.
По данным Государственного водного реестра России, относится к Окскому бассейновому округу. Речной бассейн — Ока, речной подбассейн — бассейны притоков Оки до впадения Мокши, водохозяйственный участок — Нара от истока до устья.